# 长叶白桐树
长叶白桐树（学名：Claoxylon longifolium）为大戟科白桐树属下的一个种。

## 扩展阅读
維基物種上的相關：长叶白桐树